# Симпліційний комплекс

Симпліційний 3-комплекс.

Приклад множини симплексів, що не є симпліційним комплексом.

Симпліці́йний комплекс — спеціальний топологічний простір, утворений «склеюванням» точок, відрізків, трикутників, тетраедрів і симплексів вищих порядків. Широко використовується в алгебраїчній топології для обчислень, зокрема гомологічних груп.

## Означення
Нехай {\displaystyle \ v_{0},v_{1},v_{2},\ldots ,v_{k}} — вершини симплекса у векторному просторі {\displaystyle \mathbb {R} ^{n}.} Позначимо {\displaystyle [v_{0},v_{1},v_{2},\ldots ,v_{k}]} — симплекс, що є опуклою комбінацією цих точок (натягнутий на точки {\displaystyle v_{0},v_{1},v_{2},\ldots ,v_{k}}). Також позначимо {\displaystyle (v_{0},v_{1},v_{2},\ldots ,v_{k})} — відкритий симплекс з даними вершинами, тобто множина точок барицентричні координати яких більші нуля, тобто {\displaystyle x=\alpha _{0}\cdot v_{0}+\alpha _{1}\cdot v_{1}+\alpha _{2}\cdot v_{2}+\ldots +\alpha _{k}\cdot v_{k},} де {\displaystyle \alpha _{0}+\alpha _{1}+\alpha _{2}+\ldots +\alpha _{k}=1} і також {\displaystyle \alpha _{i}>0,\;i={\overline {0,k}}.}
Для позначення відкритого і відповідного замкнутого симплексів також використовуються позначення (s) і [s]. Замкнутою (відкритою) гранню симплекса {\displaystyle [s]=[v_{0},v_{1},v_{2},\ldots ,v_{k}]} називається замкнутий (відкритий) симплекс натягнутий на деяку підмножину точок {\displaystyle v_{0},v_{1},v_{2},\ldots ,v_{k}.}
Симпліційним комплексом називається скінченна множина K відкритих симплексів, що задовольняє умови:
1. Якщо {\displaystyle (s)\in K,} то всі відкриті грані замкнутого симплекса [s] теж належать K.
2. Якщо {\displaystyle (s_{1}),(s_{2})\in K,} і також {\displaystyle (s_{1})\cap (s_{2})\neq \varnothing ,} то {\displaystyle (s_{1})=(s_{2}).}

Еквівалентно можна визначити симпліційний комплекс, як скінченну множину K+ замкнутих симплексів, що задовольняє умови:
1. Якщо {\displaystyle [s]\in K^{+},} то всі замкнуті грані [s] теж належать K+.
2. Якщо {\displaystyle [s_{1}],[s_{2}]\in K^{+},} то {\displaystyle [s_{1}]\cap [s_{2}]} є гранню обох симплексів {\displaystyle [s_{1}],[s_{2}].\,}

Множина точок, що належать симплексам із множини K позначається [K] або |K|. Такі множини називаються поліедрами. 
Підкомплексом симпліційного комплексу K називається симпліційний комплекс L, такий що з {\displaystyle (s)\in L} випливає {\displaystyle (s)\in K.}
Розмірністю симпліційного комплексу називається найбільша з розмірностей симплексів, що входять до цього комплексу.

## Підрозбиття симліційного комплексу
Нехай K — симпліційний комплекс. Підрозбиттям цього симпліційного комплексу називається комплекс K', що задовольняє умови:
1. {\displaystyle |K|=|K^{'}|,} тобто множини точок обох поліедрів рівні.
2. Якщо {\displaystyle (s)\in K^{'},} то {\displaystyle (s)\subset (t),\,(t)\in K.}

### Барицентричне підрозбиття
Нехай {\displaystyle (v_{0},v_{1},\dots ,v_{n})\in K} — деякий відкритий симплекс, що належить комплексу K. Барицентричним підрозбиттям цього симплекса називається симпліційний комплекс симплекси якого мають вигляд {\displaystyle (b(p_{0}),b(p_{0},p_{1}),\ldots ,b(p_{0},\ldots ,p_{k})),} де {\displaystyle b(p_{0},\ldots ,p_{k}),\,k\leqslant n} — барицентр симплекса утвореного точками {\displaystyle p_{0},p_{1},\dots ,p_{k},} а {\displaystyle p_{0},p_{1},\dots ,p_{n}} — усі можливі перестановки точок {\displaystyle v_{0},v_{1},\dots ,v_{n}.} Розбивши таким чином усі симплекси комплексу K одержуємо барицентричне підрозбиття усього комплексу K. Дане підрозбиття позначається K(1). Індуктивно можна визначити підрозбиття K(n) для будь-якого цілого числа n.
Значення барицентричного підрозбиття полягає в тому, що воно в деякому сенсі, стає щоразу «дрібнішим». А саме якщо позначити:
{\displaystyle \operatorname {mesh} \,K=\max _{(s)\in K}\,\operatorname {diam} [s]}
де:
{\displaystyle \operatorname {diam} \,T=\sup _{t_{1},t_{2}\in T}\rho (t_{1},t_{1}),}
де метрика в даному випадку породжена евклідовою нормою, то виконується властивість:
{\displaystyle \operatorname {mesh} \,K^{(1)}\leqslant {\frac {m}{m+1}}\operatorname {mesh} \,K,} де m — розмірність комплексу K.
Зокрема:
{\displaystyle \lim _{n\to \infty }\operatorname {mesh} \,K^{(n)}=0}

### Барицентричне підрозбиття пари симпліційних просторів
Якщо K є симпліційним комплексом і L — його підкомплексом, то існує узагальнення барицентричного підрозбиття яке, умовно кажучи, розбиває лише ті симплекси, які не належать L. А саме кожен відкритий симплекс у K можна записати (після, можливо, перенумерації вершин) як {\displaystyle (v_{0},v_{1},\dots ,v_{n})} де {\displaystyle (v_{0},v_{1},\dots ,v_{s})} є симплексом, що належить L, і жодна грань вищої розмірності, що містить {\displaystyle (v_{0},v_{1},\dots ,v_{s})}, не належить L. Як крайні випадки жодна вершина {\displaystyle (v_{0},v_{1},\dots ,v_{n})} може не належати L або весь цей симплекс може належати L.
Для вказаного вище запису усі симплекси із вершинами {\displaystyle (v_{0},\ldots ,v_{s},b(v_{0},\ldots ,p_{s+1}),\ldots ,b(v_{0},\ldots ,p_{n})),}  де {\displaystyle b(v_{0},\ldots ,v_{s},\ldots p_{k}),\,s\leqslant k\leqslant n} — барицентр симплекса утвореного точками {\displaystyle v_{0},\ldots ,v_{s},\ldots p_{k}} а {\displaystyle p_{s+1},p_{s+2},\dots ,p_{n}} — усі можливі перестановки точок {\displaystyle v_{s+1},v_{s+2},\dots ,v_{n}}  є симплексами комплексу (K, L)' .
Загалом усі симплекси (K, L)'  одержуються поділом усіх симплексів через записи їх у виді {\displaystyle (v_{0},v_{1},\dots ,v_{n})} де перші кілька вершин є вершинами максимальної грані симплекса, що належить L (один симплекс може мати кілька граней, що є для нього максимальними серед тих, що належать L).

## Симпліційні відображення
Нехай K і L — два комплекси і v — відображення вершин комплексу K у вершини комплексу L. Це відображення v називається допустимим, якщо з того, що {\displaystyle a_{0},a_{1},\dots ,a_{n}} — вершини деякого симплекса комплексу K, випливає, що {\displaystyle v(a_{0}),v(a_{1}),\dots ,v(a_{n})} є вершинами деякого симплекса комплексу L; серед вершин {\displaystyle v(a_{0}),v(a_{1}),\dots ,v(a_{n}),} деякі можуть повторюватися. Кожне таке відображення визначає деяке відображення {\displaystyle {\tilde {v}}}, лінійне на кожному симплексі з K, тобто якщо {\displaystyle (s)=(v_{0},v_{1},v_{2},\ldots ,v_{k})} і:
{\displaystyle p=\sum _{i=0}^{k}a_{i}v_{i}\,\in (s)}
тоді
{\displaystyle {\tilde {v}}(p)=\sum _{i=0}^{k}a_{i}{\tilde {v}}(v_{i}).}
Відображення {\displaystyle {\tilde {v}}} є неперервним. Його називають симпліційним відображенням поліедра |К| в |L|, оскільки воно узгоджується з розбиттям поліедрів |К| і |L| на симплекси і афінною структурою цих симплексів.

## Симпліційне наближення
Нехай K — симпліційний комплекс і v — деяка його вершина. Тоді зіркою у вершині v називається множина:
{\displaystyle \operatorname {St} (v)=\cup _{v\in [s],(s)\in K}(s).}
Нехай K, L — симпліційні комплекси, {\displaystyle f:|K|\to |L|} — неперервне відображення між відповідними поліедрами. Тоді симпліційне відображення {\displaystyle \phi :K\to L} називається сипліційним наближенням f, якщо {\displaystyle f(\operatorname {St} (v))\subset \operatorname {St} (\phi (v)),\,\,\forall v\in K.}

### Властивості
- {\displaystyle \operatorname {St} (v)} є відкритою множиною у |K| і v є єдиною вершиною комплексу K, що належить {\displaystyle \operatorname {St} (v).}
- Нехай {\displaystyle \phi :K\to L} є симпліційним наближенням {\displaystyle f:|K|\to |L|} і {\displaystyle p\in |K|.} Тоді {\displaystyle f(p)} і {\displaystyle \phi (p)} належать одному замкнутому симплексу в L.
- Нехай {\displaystyle f:K\to L} — симпліційне відображення і {\displaystyle \phi } його симпліційне наближення. Тоді {\displaystyle \phi =f.}

### Теорема про симпліційне наближення
Нехай {\displaystyle f:|K|\to |L|} — неперервне відображення. Тоді для довільного {\displaystyle \varepsilon >0} існують підрозбиття Kn для K і Lm для L, що існує симпліційне наближення {\displaystyle \phi :K_{n}\to L_{m}} відображення f, для якого:
{\displaystyle d(f,\phi )<\varepsilon }
де
{\displaystyle d(f,\phi )=\sup _{p\in |K|}\rho (f(p),\phi (p)).}

## Пов'язані визначення
- n-вимірним кістяком комплексу називають підкомплекс, утворений усіма його симплексами розмірності не більше n.

- Розмірність симпліційного комплексу визначають як найбільшу розмірність його симплексів.

Нехай K — симпліційний комплекс, і S — деякий набір симплексів у K.
- Замикання {\displaystyle S} (позначають {\displaystyle {\textrm {Cl}}S}) — найменший підкомплекс у {\displaystyle K}, який містить кожен симплекс із {\displaystyle S}. Замикання {\displaystyle {\bar {S}}} можна отримати додаванням до {\displaystyle S} усіх граней усех симплексів із {\displaystyle S}.

Два симплекси та їх замикання.

- Зірка від {\displaystyle S} (позначають {\displaystyle {\textrm {St}}S}) — об'єднання зірок усіх симплексів у {\displaystyle S}. Для одного симплекса {\displaystyle S} зірка {\displaystyle S} — це набір симплексів, які мають {\displaystyle S} своєю гранню. (Зірка {\displaystyle S}, як правило, не є симпліційним комплексом).

Вершина та її зірка
Вершина та її лінк

- Лінк {\displaystyle S} (позначають {\displaystyle {\textrm {Lk}}S}) можна визначити як
{\displaystyle {\textrm {Lk}}S={\textrm {Cl}}({\textrm {St}}S)\backslash {\textrm {St}}({\textrm {Cl}}S).}
Це — підкомплекс, утворений усіма симплексами, що входять у симплекси вищої розмірності разом зі симплексом із {\displaystyle S,} але які не мають граней із {\displaystyle S}.